# Kosei Numata
Kosei Numata (født 12. januar 2002) er en japansk fodboldspiller.
Han har spillet for flere forskellige klubber i sin karriere, herunder FC Tokyo.